# NGC 5642
NGC 5642 est une galaxie elliptique située dans la constellation du Bouvier. Sa vitesse par rapport au fond diffus cosmologique est de 4 491 ± 25 km/s, ce qui correspond à une distance de Hubble de 66,2 ± 4,7 Mpc (∼216 millions d'al). NGC 5642 a été découverte par l'astronome germano-britannique William Herschel en 1784. 
À ce jour, une mesure non basée sur le décalage vers le rouge (redshift) donne une distance d'environ 62,100 Mpc (∼203 millions d'al). Cette valeur est à l'extérieur des valeurs de la distance de Hubble. Notons que c'est avec la valeur moyenne des mesures indépendantes, lorsqu'elles existent, que la base de données NASA/IPAC calcule le diamètre d'une galaxie et qu'en conséquence le diamètre de NGC 5642 pourrait être d'environ 35,4 kpc (∼115 000 al) si on utilisait la distance de Hubble pour le calculer.

## Groupe de NGC 5653
Selon A. M. Garcia, NGC 5642 fait partie du groupe de NGC 5653. Ce groupe de galaxies compte au moins 15 membres. Les autres galaxies du groupe sont NGC 5629, NGC 5635, NGC 5639, NGC 5641, NGC 5653, NGC 5657, NGC 5659, NGC 5672, NGC 5709 (= NGC 5703), NGC 5735, IC 4397, UGC 9253, UGC 9268 et UGC 9302.